# Bellevue (quartier de Meudon)
Pour les articles homonymes, voir Bellevue.

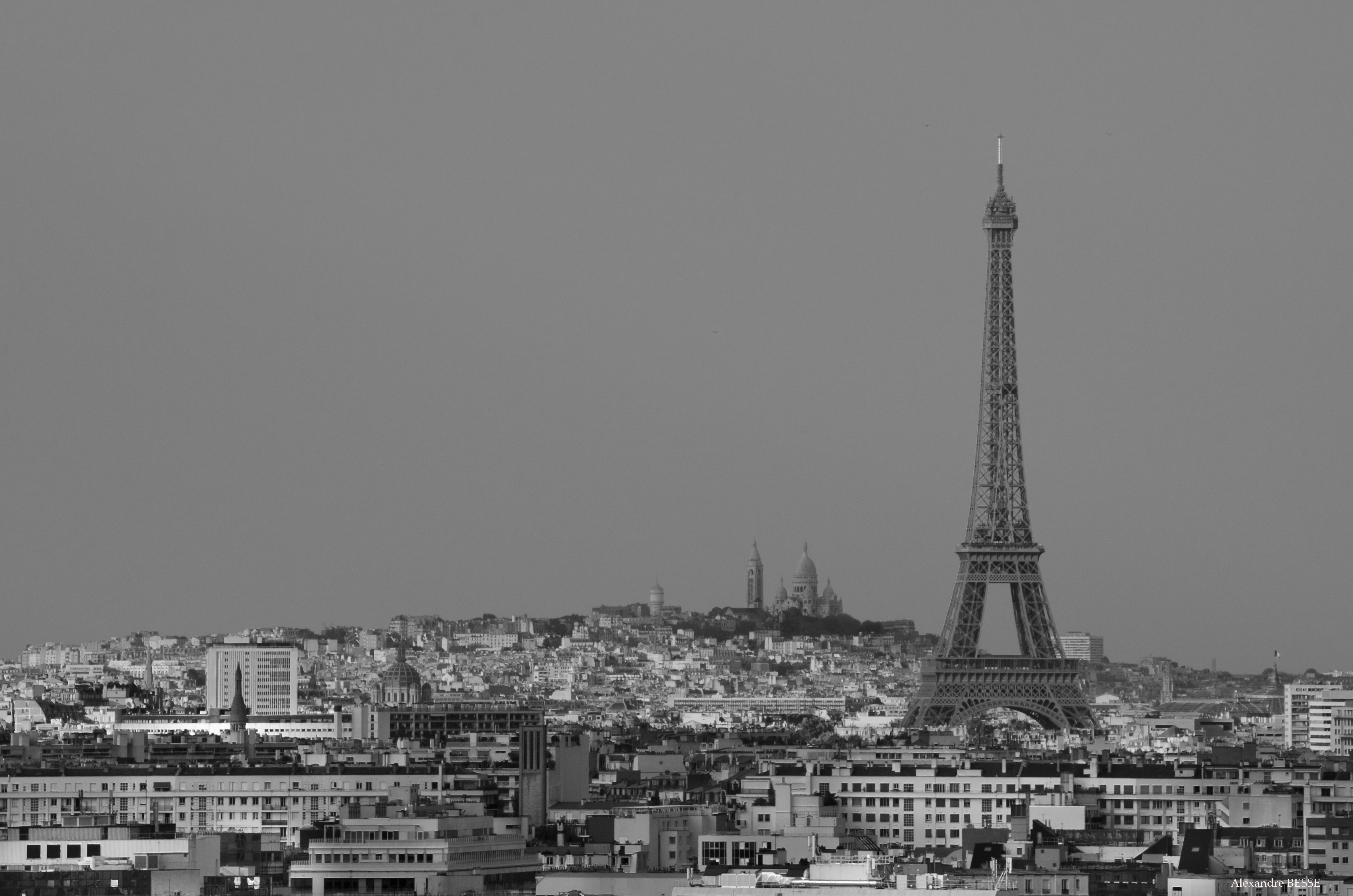
Vue de Paris depuis le quartier de Bellevue.

Bellevue (ou Meudon-Bellevue) est un quartier de la ville de Meudon dans le département des Hauts-de-Seine. Le quartier est situé sur les hauteurs de Meudon, à proximité de la commune de Sèvres. Il est connu pour sa vue panoramique sur Paris et ses alentours.
Le quartier s'est développé au XIXe siècle sur l'emplacement du domaine du château de Bellevue, construit au XVIIIe siècle par la marquise de Pompadour.
Les habitants de Bellevue s'appellent les Bellevusiens.

## Situation géographique
Bellevue est situé sur les hauteurs de Meudon. Le quartier est délimité par la commune de Sèvres à l'ouest, le quartier de Meudon-Centre à l'est (avenue du château), le quartier de Meudon-sur-Seine au Nord-est et la forêt de Meudon au Sud.

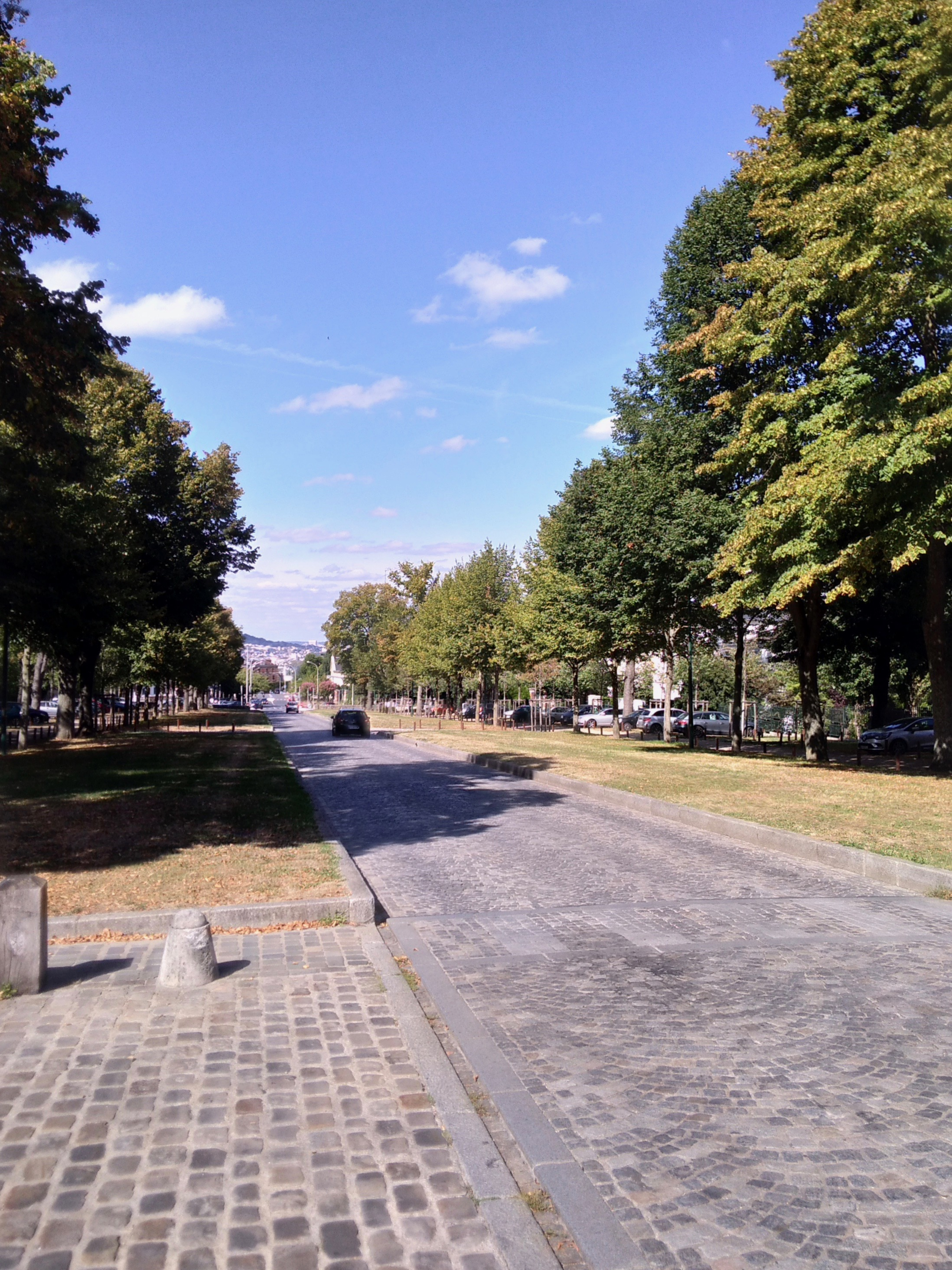
L'avenue du château constitue la limite entre le quartier Meudon-Centre et le quartier de Bellevue.

## Transports

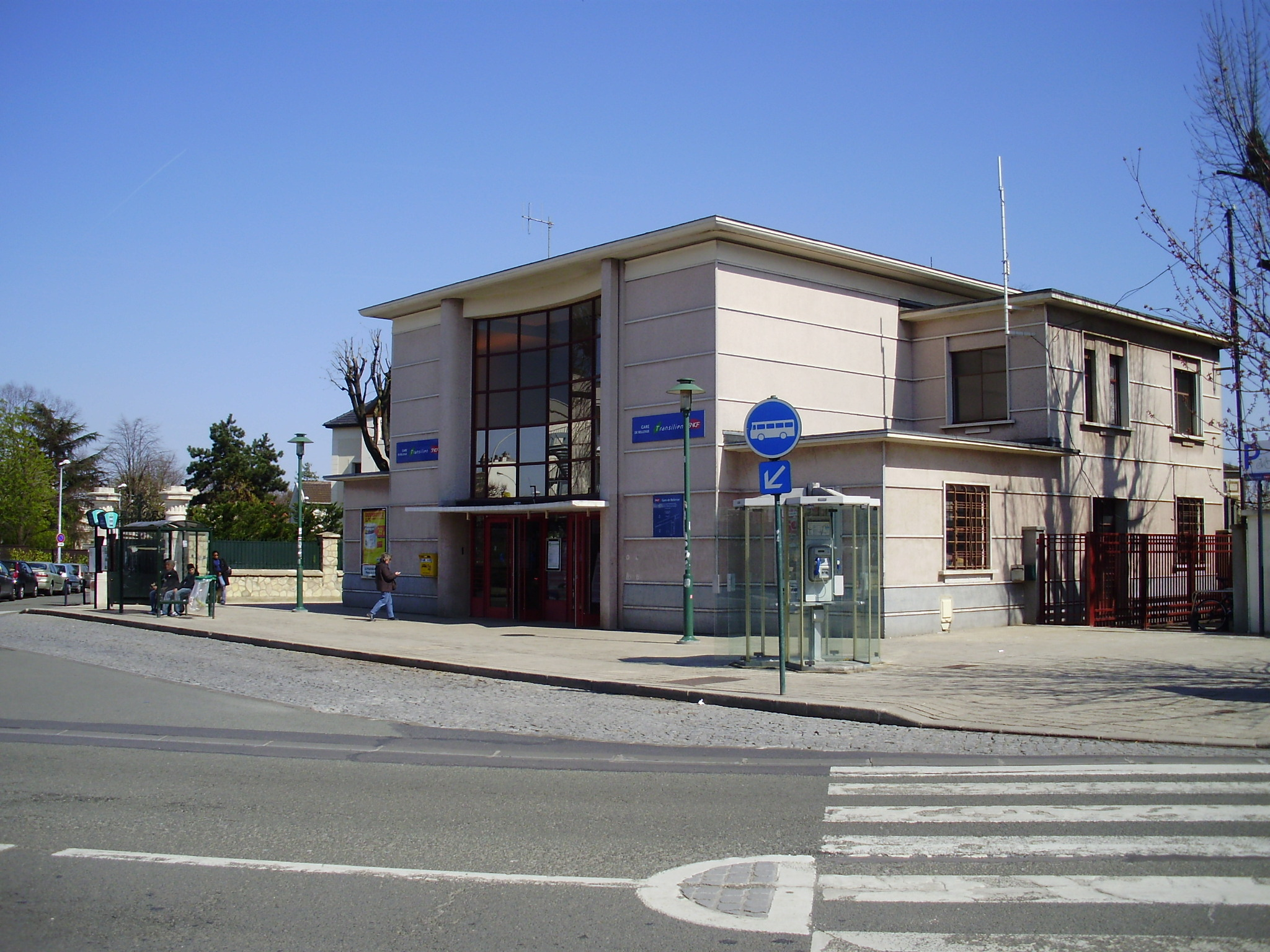
Gare de Bellevue.

En train, le quartier est desservi par la ligne N du Transilien via la gare de Bellevue.
Au début du XXe siècle, un funiculaire reliait les quais de Seine à Bellevue. Il a cessé de fonctionner dans les années 1930.

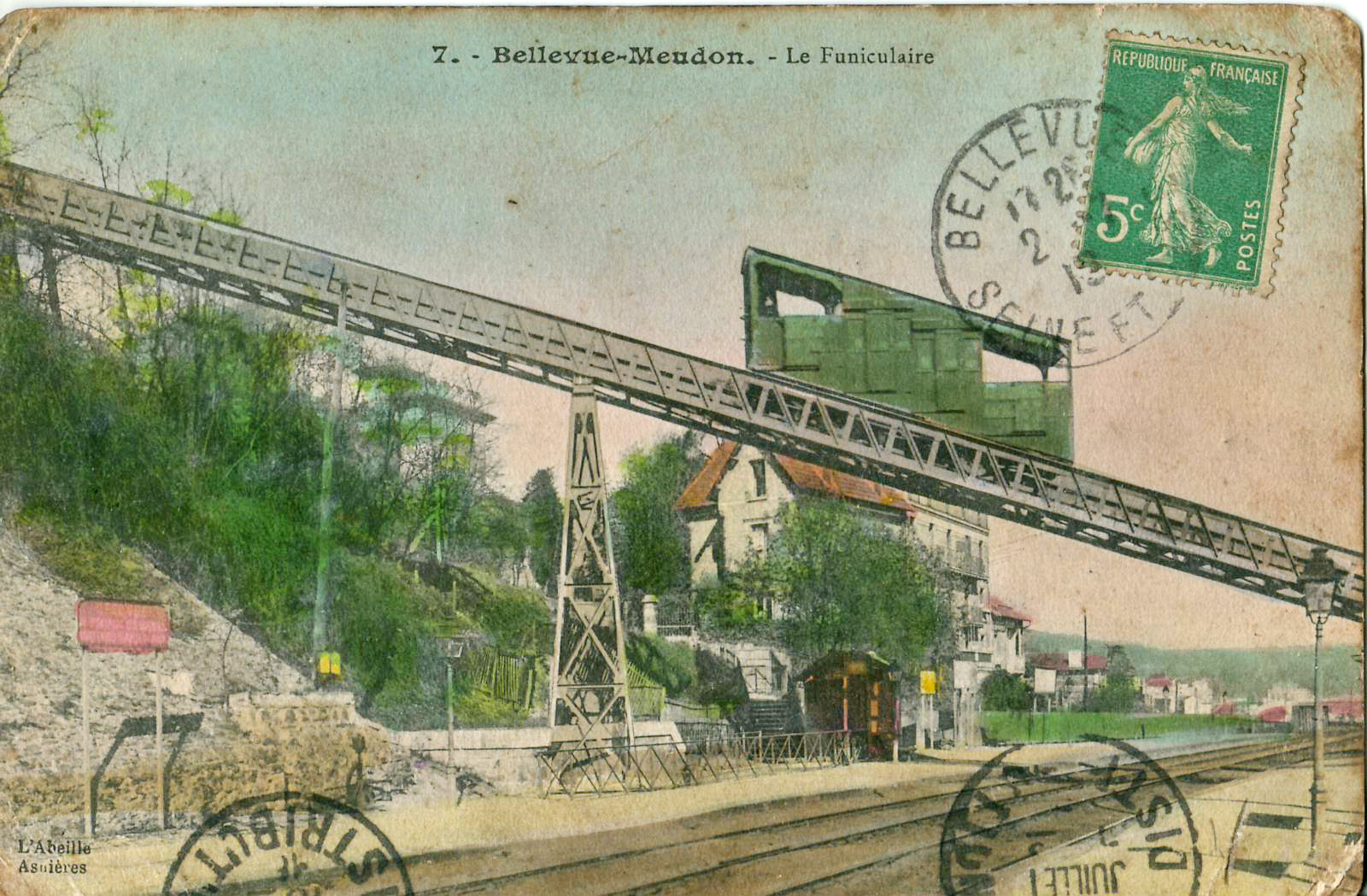
Ancien funiculaire de Bellevue.

## Établissements scolaires

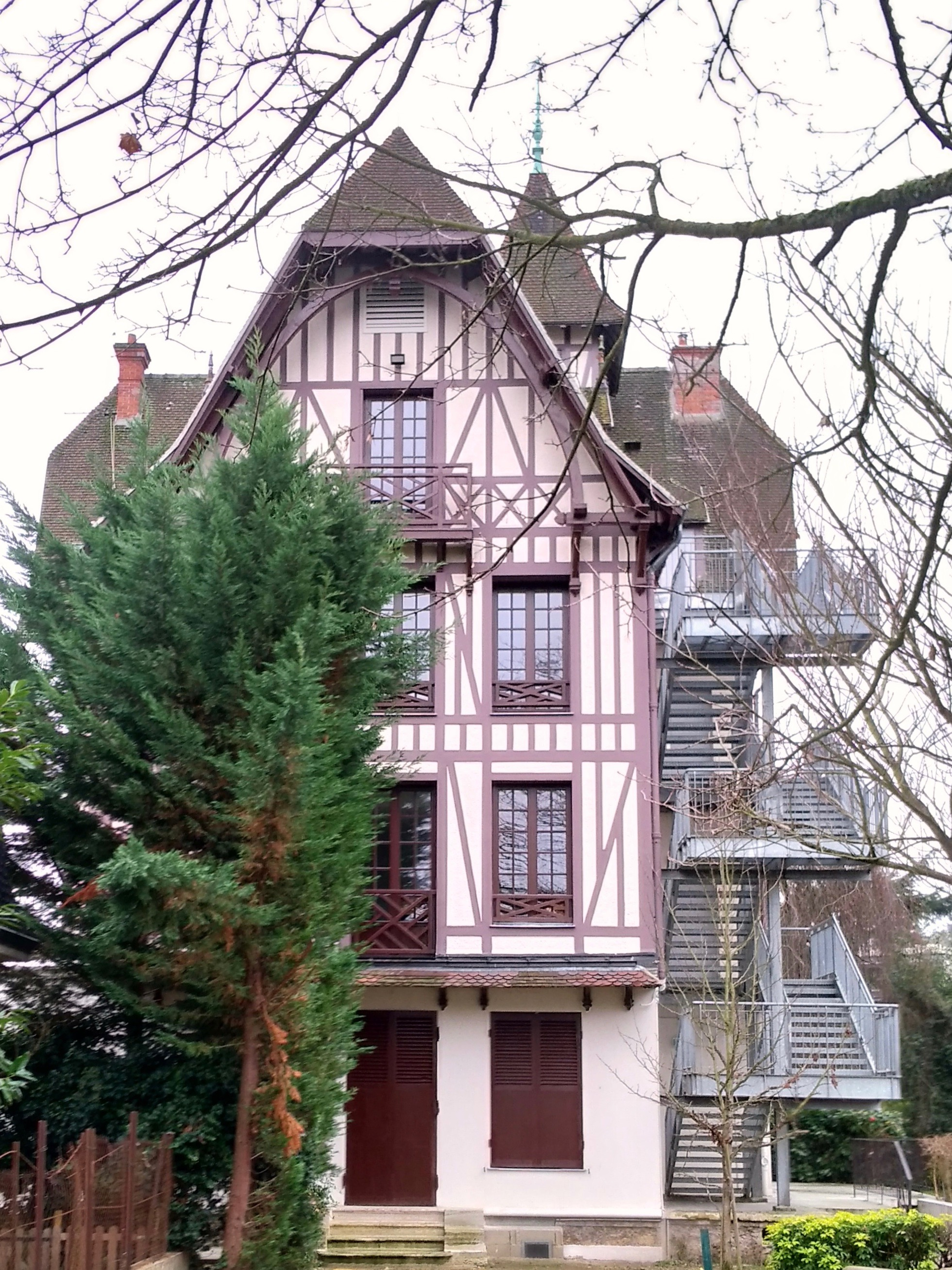
École nouvelle La Source, bâtiment du 4 rue de la Tour, vu depuis l'avenue du 11-Novembre-1918.

Le quartier rassemble deux lycées-collèges-écoles privés, La Source, situé rue Ernest Renan et avenue du 11 novembre 1918, et Notre-Dame, un collège public, Bel-Air, une école élémentaire, Maritain - Renan, située rue Ernest Renan et plusieurs écoles maternelles, La Fontaine et les Jardies. Il existe une école primaire, nommée Saint Joseph de Bellevue, créée en 1863.
Il existe aussi une crèche et une halte garderie située au 45 avenue du 11 novembre 1918.

## Histoire
Au XVIe siècle, le roi Henri III offre à l'ordre des Capucins un terrain à Meudon. Le couvent des Capucins de Meudon est construit à l'emplacement de l'actuelle rue des Capucins.

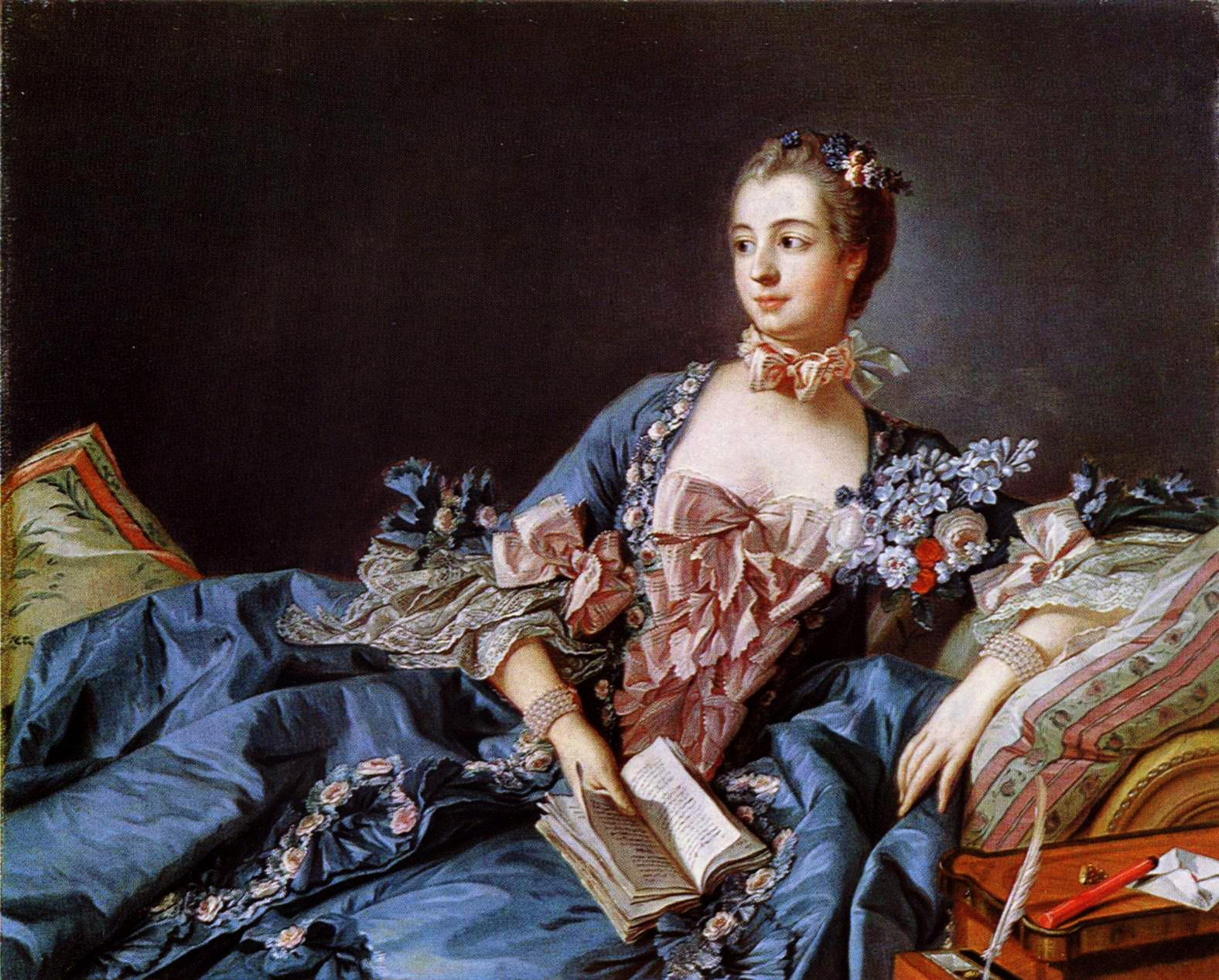
Portrait de la marquise de Pompadour par François Boucher.

En 1748, Louis XV achète le domaine du lieu-dit Belle-Vue et le cède en 1749 à sa favorite, Madame de Pompadour. La marquise de Pompadour fait édifier le château et les jardins en 1750. Elle fait aussi l'acquisition du pavillon de Brimborion, situé en contrebas du château au bord de la Seine.
Le château est situé à l'emplacement de l'actuelle place du Président Wilson.
En 1757, la marquise de Pompadour revend le château au roi.

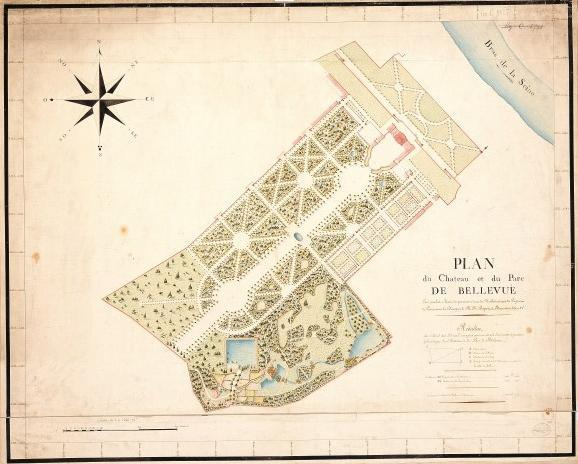
Plan des jardins du château de Bellevue.

À la mort de Louis XV, en 1774, le château est attribué par Louis XVI et Marie-Antoinette aux filles de Louis XV, Mesdames Adélaïde, Sophie et Victoire. Elles quittent le château sous la Révolution, en février 1791.

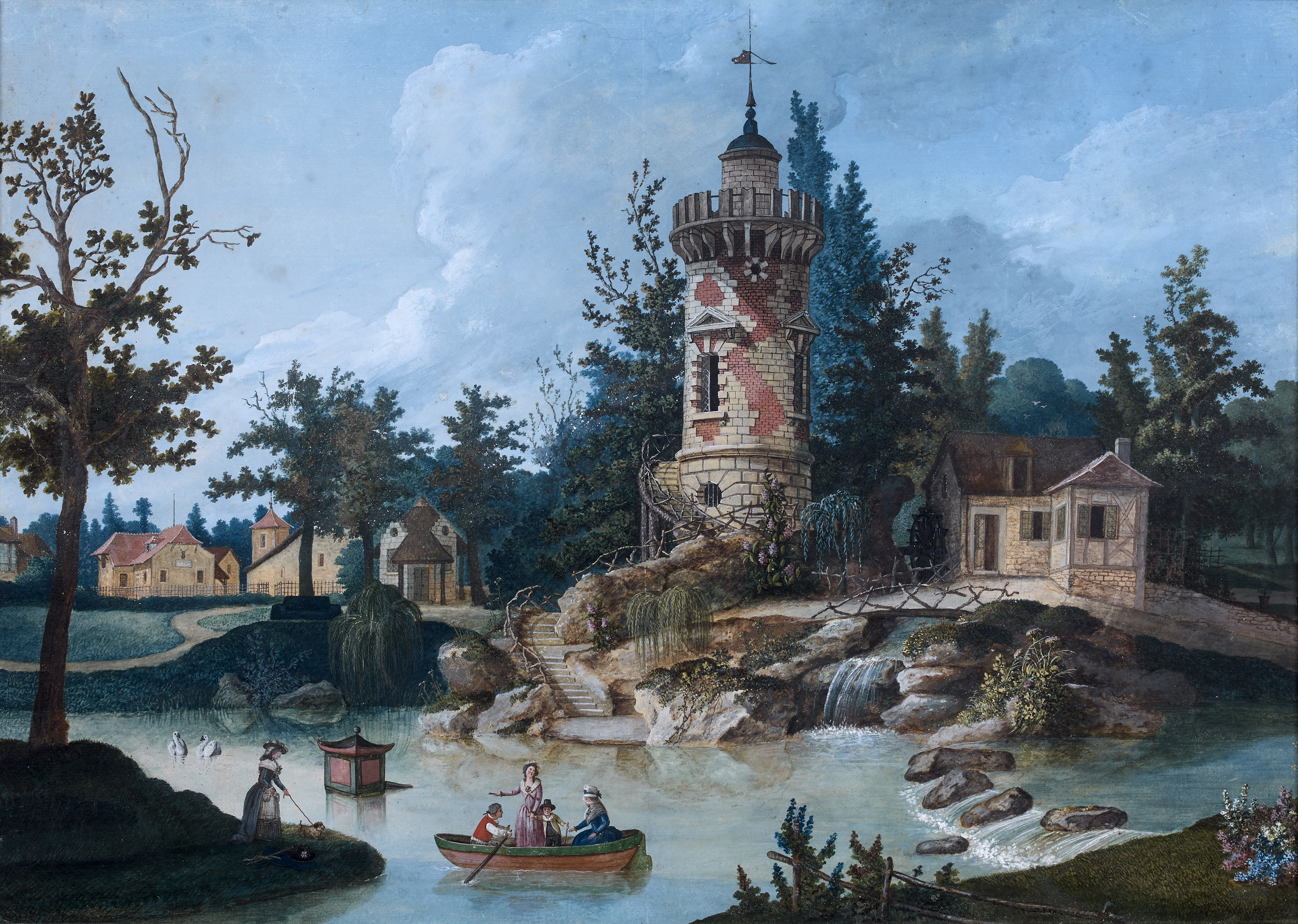
La tour Malborough, dans le hameau de Mesdames, à l'emplacement de l'actuelle rue de la Tour.

En 1822, l'homme d'affaires Achille Guillaume fait l'acquisition du domaine et l'allotit.

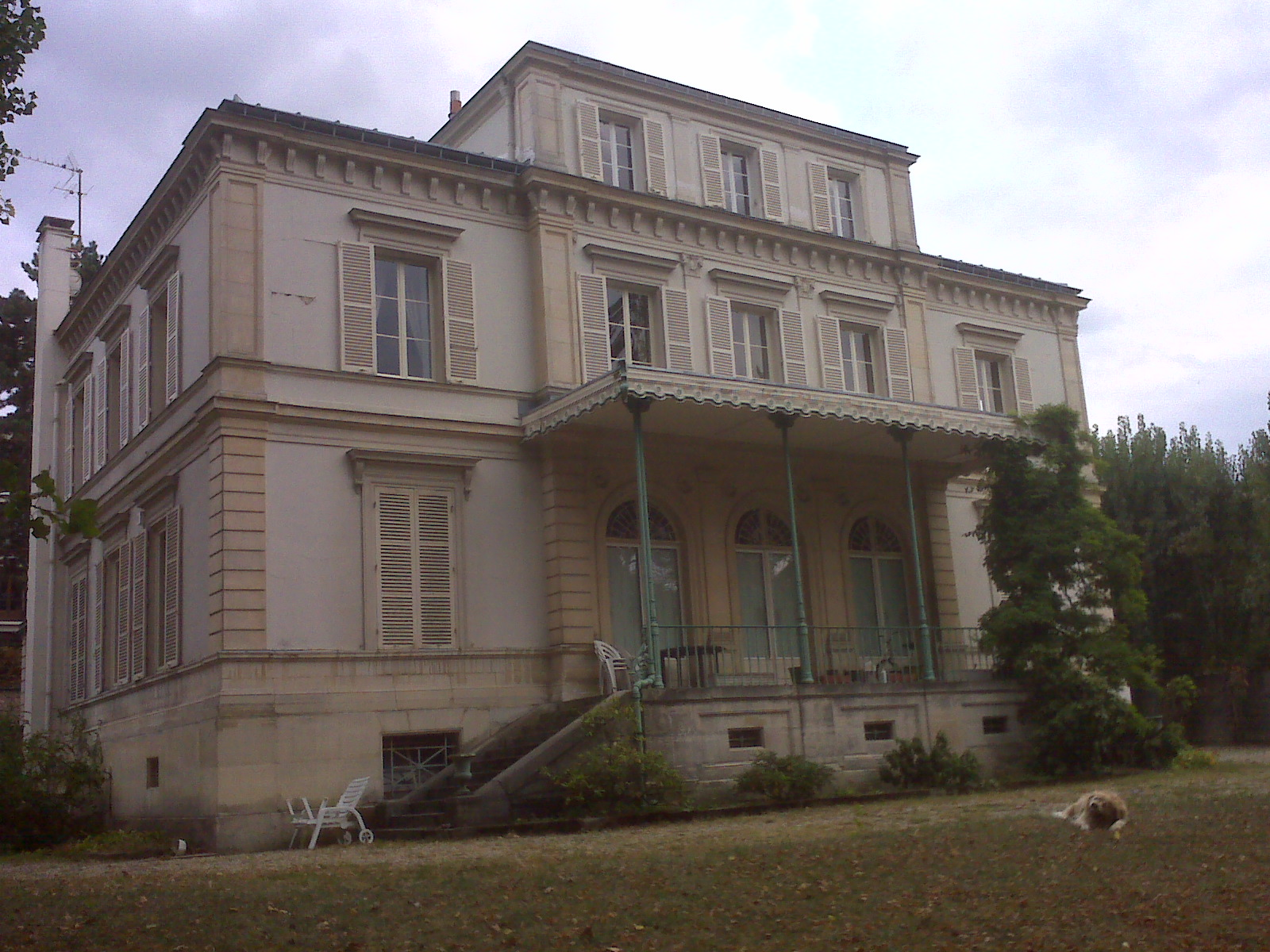
Maison située au 62 route des Gardes, construite en 1825 par l'architecte François Guenepin à la suite de l'allotissement d'Achille Guillaume.

En 1838, la ligne de chemin de fer Paris Versailles traverse l'ancien domaine de Bellevue. La gare de Bellevue est mise en service en février 1840.
Le 8 mai 1842, un train en provenance de Versailles et à destination de Paris déraille dans la tranchée de Bellevue à Meudon. Ce déraillement est suivi d'un chevauchement des voitures de tête puis d'un incendie. L'accident fait 55 morts dont le marin et explorateur Jules Dumont d'Urville et sa famille.

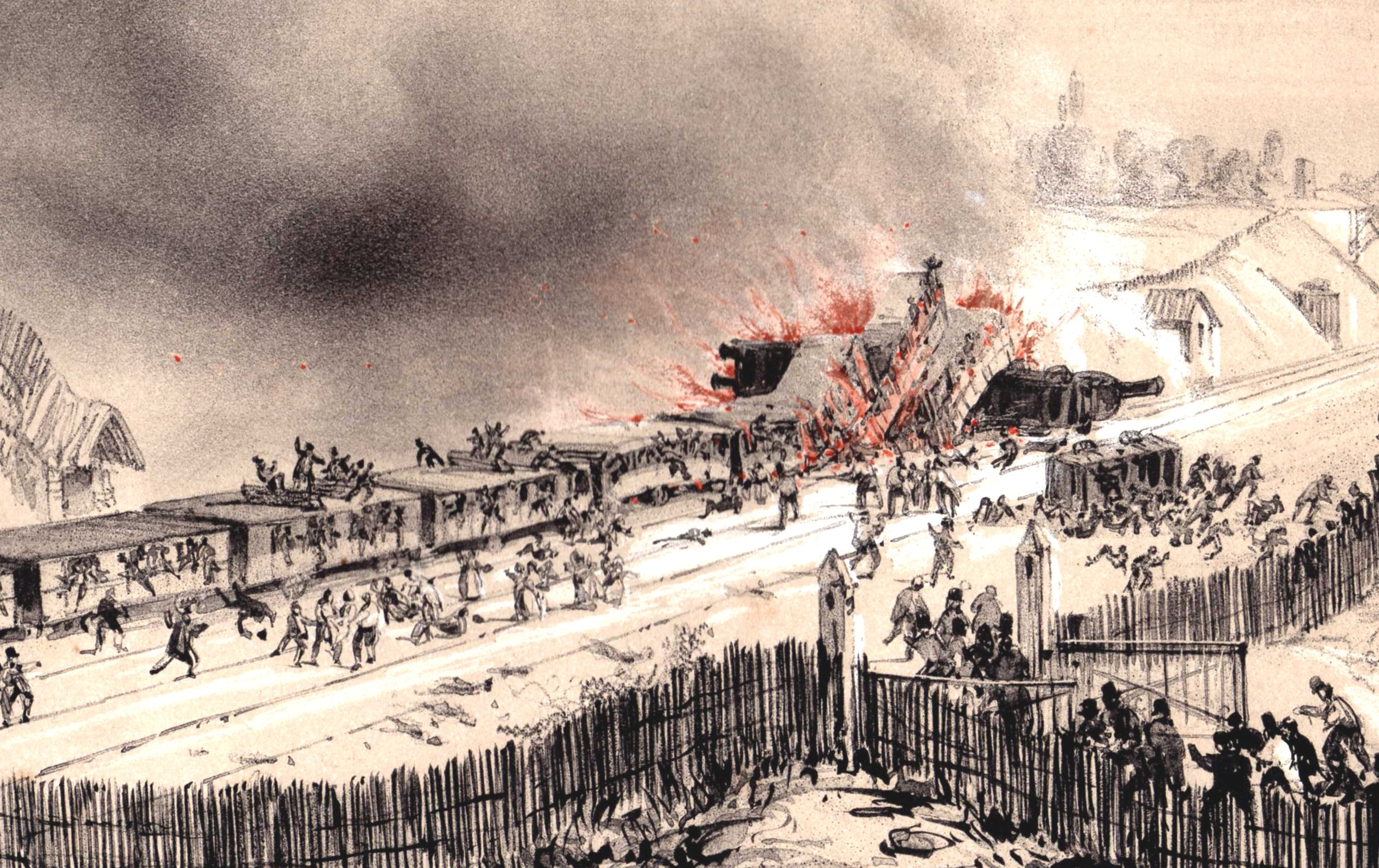
Catastrophe ferroviaire de Meudon.

En 1846, le docteur Louis Désiré Fleury fait construire le pavillon Bellevue, initialement comme un hôtel pour les pensionnaires de son institut hydrothérapique. L'hôtel devient par la suite le Grand Hôtel de Bellevue (1881)[réf. nécessaire] puis le Paillard Bellevue Palace (1910).
En 1891, le conseiller municipal Paul Houette et le financier Gabriel Thomas, entreprennent de construire un funiculaire reliant la Seine à Bellevue pour permettre aux promeneurs d'accéder à la forêt de Meudon. Le service a été interrompu en 1938.

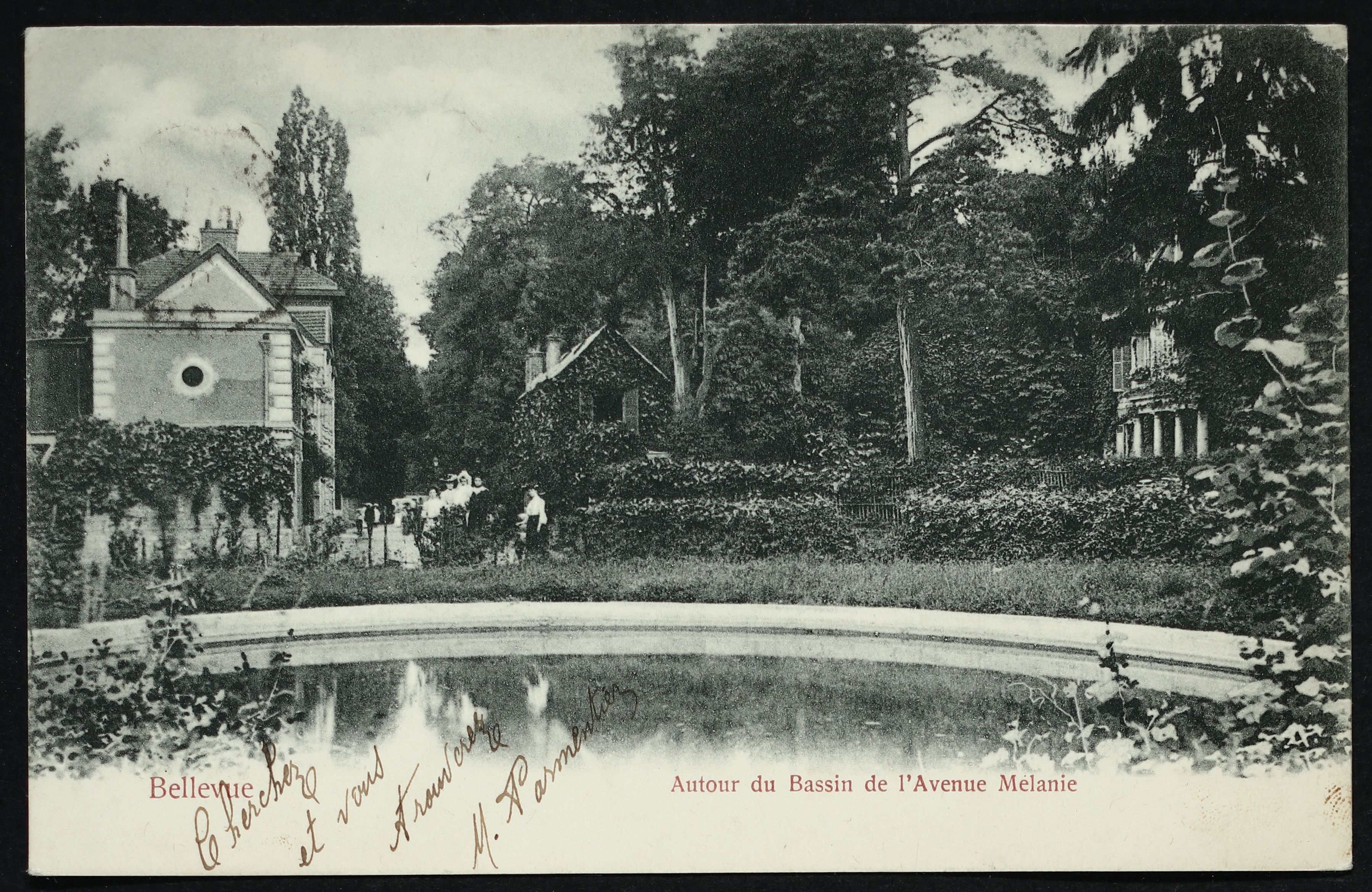
Bassin de l'avenue Mélanie (actuellement avenue du 11-Novembre-1918).

## Économie
Bellevue a un petit centre-ville autour de la rue Marcel-Allégot avec notamment un marché couvert et des commerces de proximité.

## Espaces verts
Le quartier de Bellevue est proche de la forêt de Meudon, du jardin de l'observatoire, du potager du Dauphin (quartier de Meudon-Centre) et du parc de Brimborion (commune de Sèvres).
Il existe dans le quartier un seul espace vert, le parc Gilbert Gauer, construit à l'emplacement du parc de l'ancienne maison de Gabriel Thomas (1890, démolie en 1988).

## Équipements sportifs
Le gymnase Bussière se trouve au 38 avenue du 11 novembre 1918.

## Lieux de cultes
À Bellevue, il y a une église catholique, un temple protestant et le siège de l'éparchie maronite de France.
Le temple de Bellevue de l'Église protestante unie de France est situé au 14 rue du Bassin,. Il abrite des sculptures de Stephan Buxin.
Depuis 2015, le siège de l'éparchie maronite de France est situé dans la villa des Cèdres au 24 rue Ernest Renan.

## Bellevue dans la peinture
C'est là qu'Édouard Manet a réalisé le dernier portrait de sa femme dans la propriété située au 4, sentier des Pierres-Blanches, où ils ont passé l'été 1880.

Manet à Bellevue en 1880
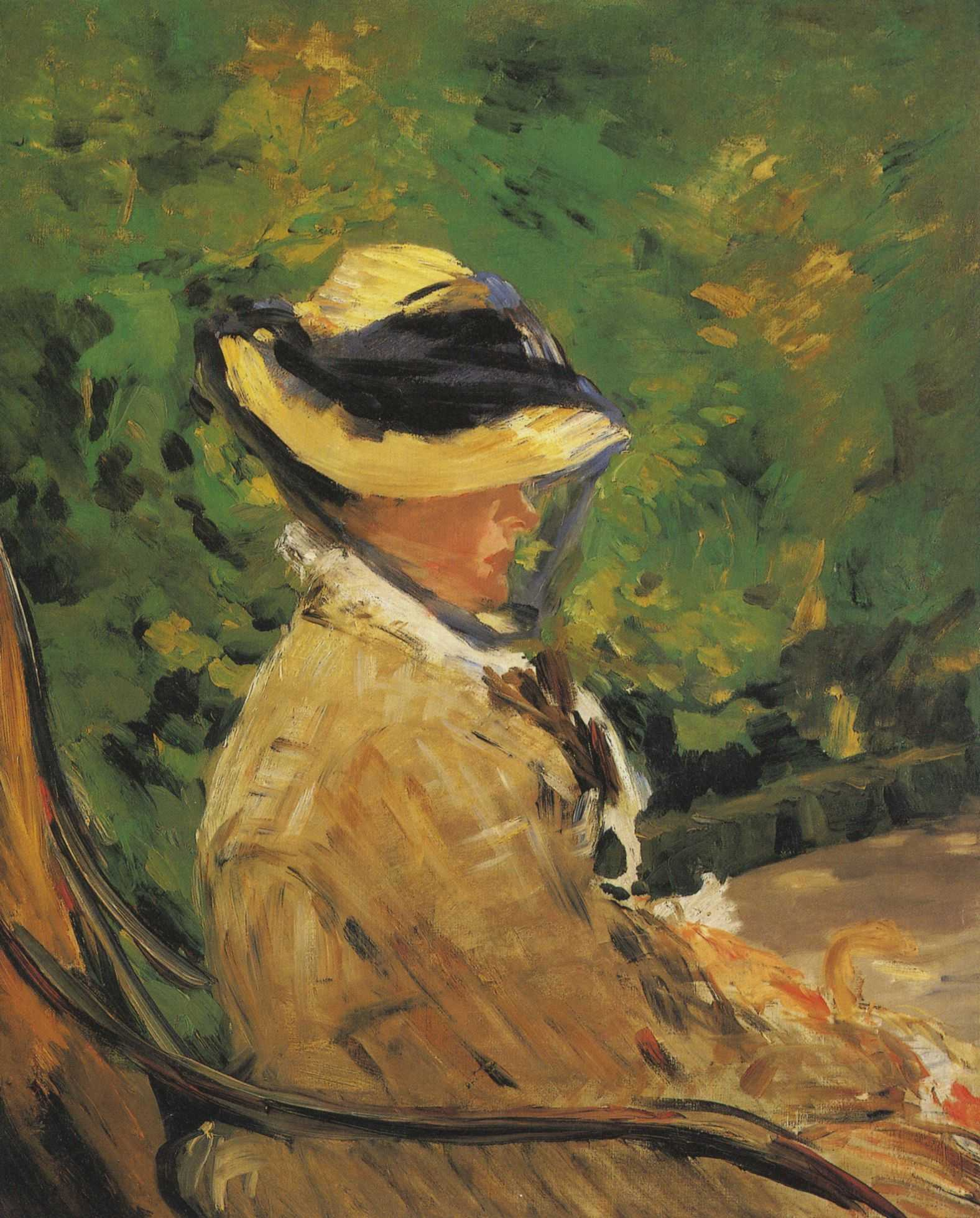
Madame Manet (Suzanne Leenhoff, 1829–1906) à Bellevue Metropolitan Museum (New York).
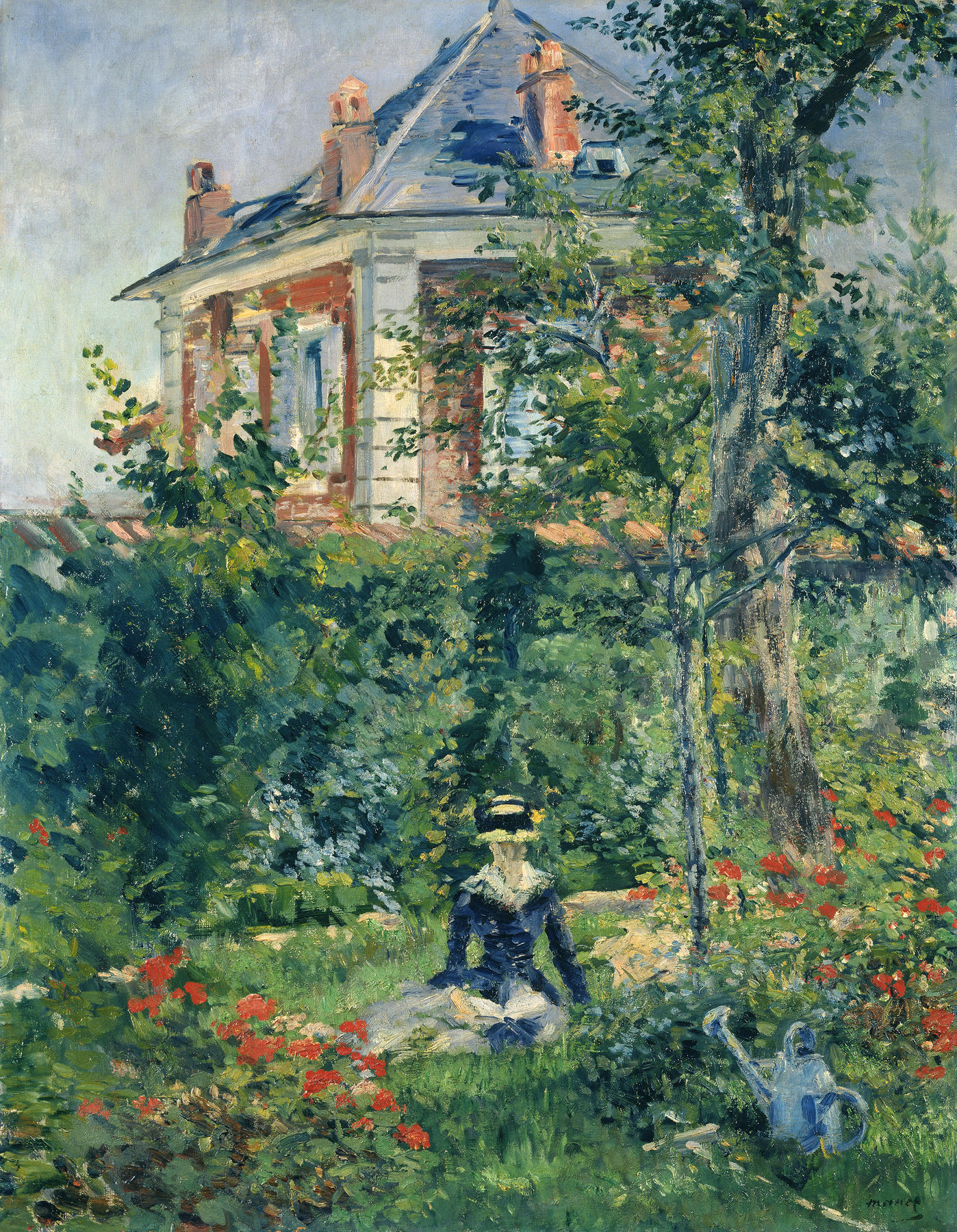
Un coin de jardin à Bellevue Fondation Emil G. Bührle (Zurich).

## Bâtiments remarquables
- L'Église Notre-Dame-de-l'Assomption de Meudon (1845)
- Pavillon Bellevue (1846), ancien hôtel pour curistes, vendu en 1919 à l'Office des Inventions, CNRS depuis qui deviendra Office national des Recherches Scientifiques et Industrielles et des Inventions (ONRSI) en 1922 devenu CNRS en 1939.
- Le château de Bussière (1863), avenue Eiffel à la limite de la commune de Sèvres, a longtemps hébergé la maison d'enfants de Sèvres. Depuis 2019, il héberge la villa Beausoleil, une résidence de luxe pour seniors.
- La tour de chimie végétale de Marcellin Berthelot (1883)
- La maison Bloc (1949, André Bloc architecte), 6, rue des Capucins.
- La villa Charles Schacher (1849-1852), 11, rue des Capucins, villa suburbaine de style Second Empire entourée d'un jardin qui comporte trois arbres remarquables.
- Maisons industrialisées (1950-1952, Jean Prouvé architecte), 93, Route des Gardes, en bordure de la forêt de Meudon.

Bâtiments disparus
- château de Bellevue (milieu du XVIIIe siècle, pillé et ravagé en 1794, démantelé en 1797)
- Maison de Gabriel Thomas (1890, Gustave Rives architecte, démolie en 1988), 2, rue des Capucins, construite pour l'homme d'affaires Gabriel Thomas qui la fit décorer avec des sculptures d'Antoine Bourdelle et des peintures de Maurice Denis.

Vues du quartier
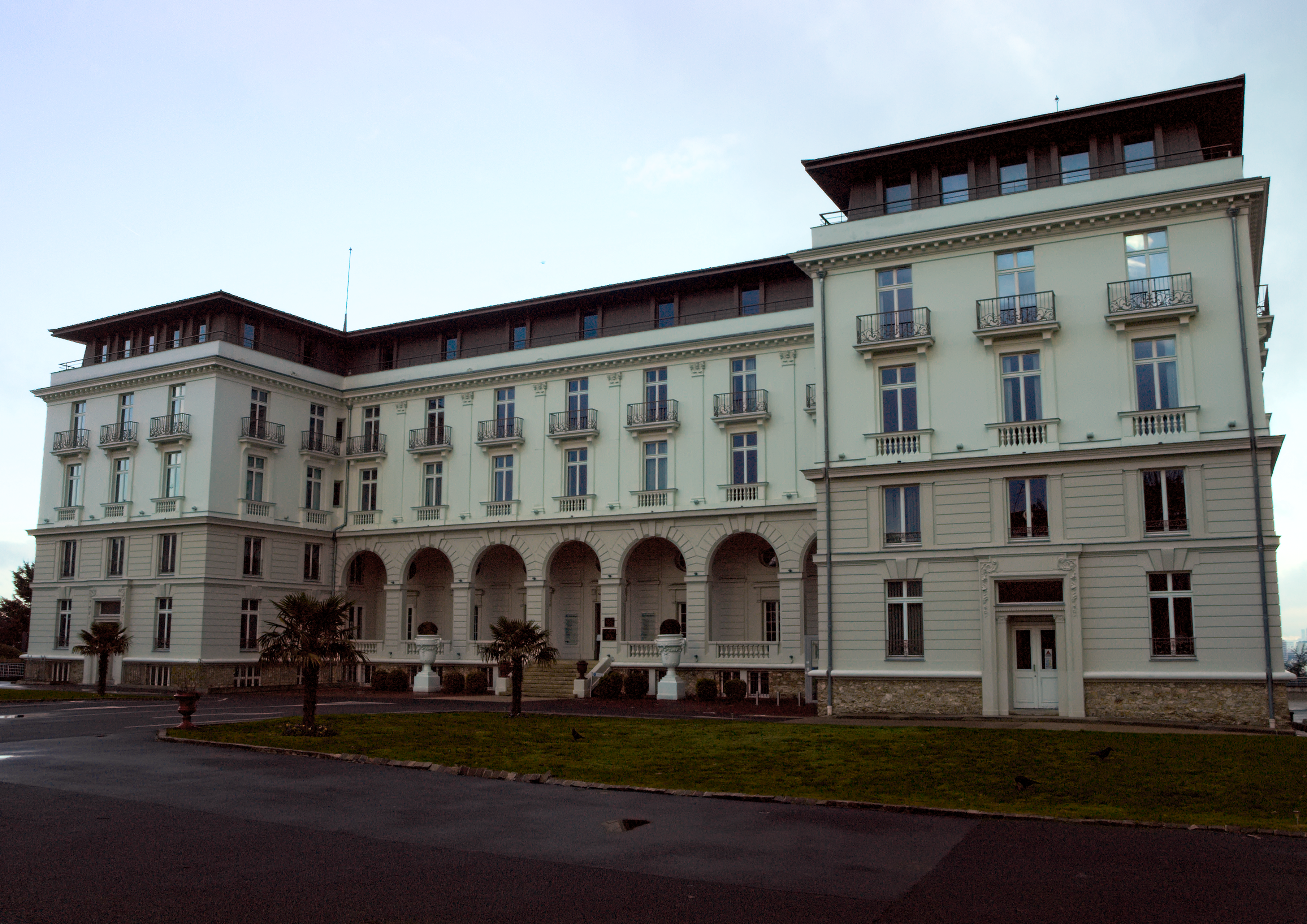
Le Pavillon de Bellevue en 2017.
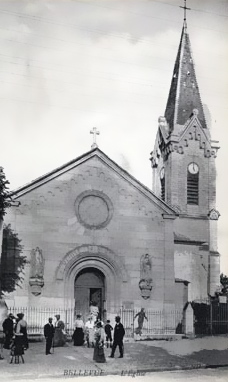
Église de Bellevue.
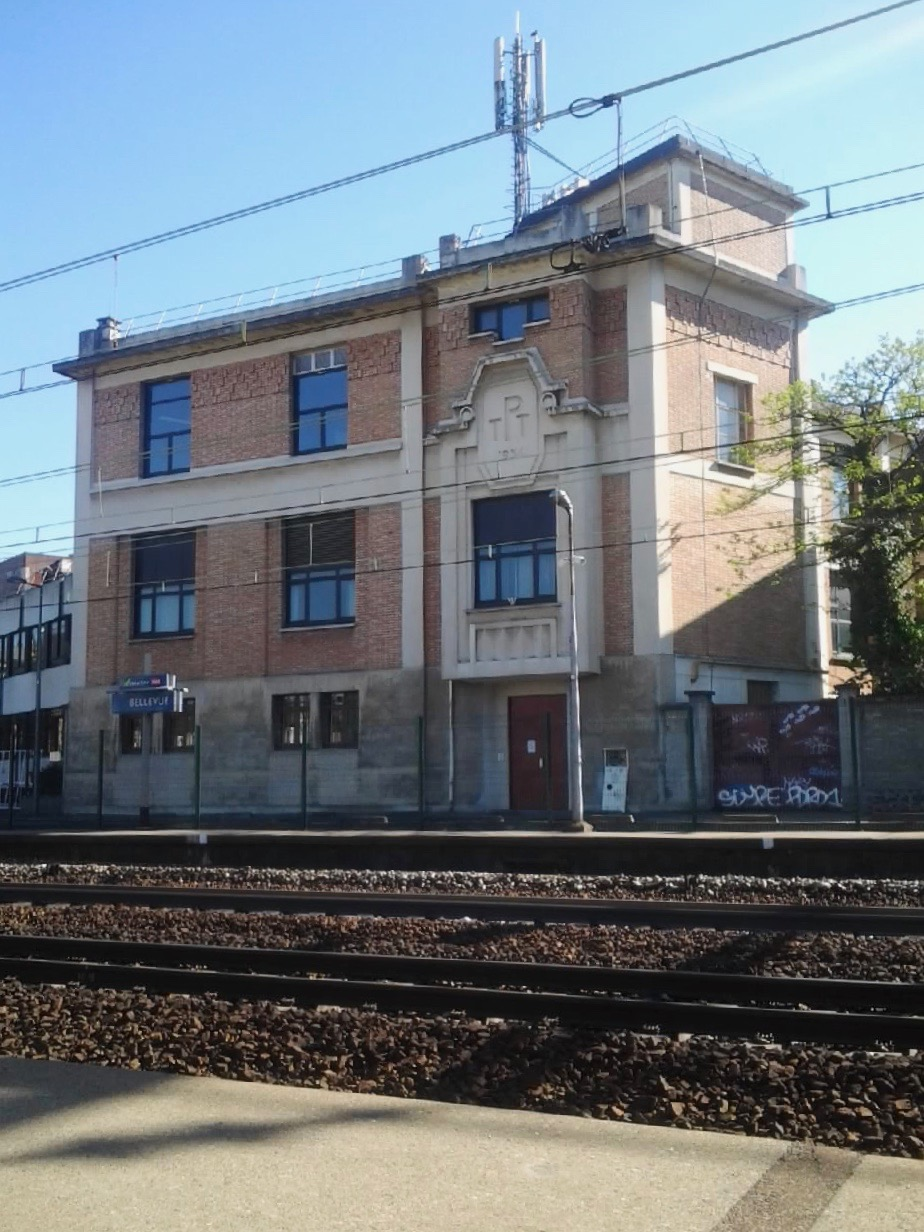
Central téléphonique Observatoire - Meudon, 5 avenue du 11-Novembre-1918.

## Personnalités liées au quartier
- Le sculpteur Gustave Crauk avait son atelier au 5 avenue Amélie (devenue avenue du 11 novembre 1918).
- La danseuse Isadora Duncan acquiert le pavillon Bellevue en 1913 pour y faire une école de danse. Elle le met à disposition de l'armée pendant la guerre de 1914-1918 et le cède à l'Office des inventions en 1919.
- Le financier Gabriel Thomas (1854-1932), collectionneur d'art, qui s'était fait construire une maison au 2, rue des Capucins.
- Le pionnier de l'aéronautique français Jacques Faure est né à Bellevue.
- L'écrivain et éditeur Pierre-Jules Hetzel a vécu à Bellevue. Une rue porte son nom à la frontière entre Meudon et Sèvres.
- L'artiste H.S. Ciolkowski (1880-1933) y possédait une villa-atelier.
- Le collectionneur et écrivain Henri-Pierre Roché, agent pour l'Europe du maharadja Yeshwant Rao, acquiert dans les années trente une maison à Bellevue. En 1937, il déménage pour le 2 rue Nungesser et Coli, côté Sèvres à la frontière de Meudon, au dessus de la voie ferrée. En 1938, il abandonne la maison à sa femme, qui y anime un centre de yoga « quatrième voie » affilié au Mouvement J.E.A.N. de Marc Rohrbach. En 1949, il héberge dans l'orangerie voisine le peintre François Stahly et la femme de celui ci, Claude. C'est là, dans la « maison du train », qu'en 1956, puis avec l'aide de Denise Roché les années suivantes, François Truffaut y conçoit trois de ses films majeurs, Jules et Jim, Deux Anglaises et le continent, L'Homme qui aimait les femmes.

Personnalités liées à ce quartier
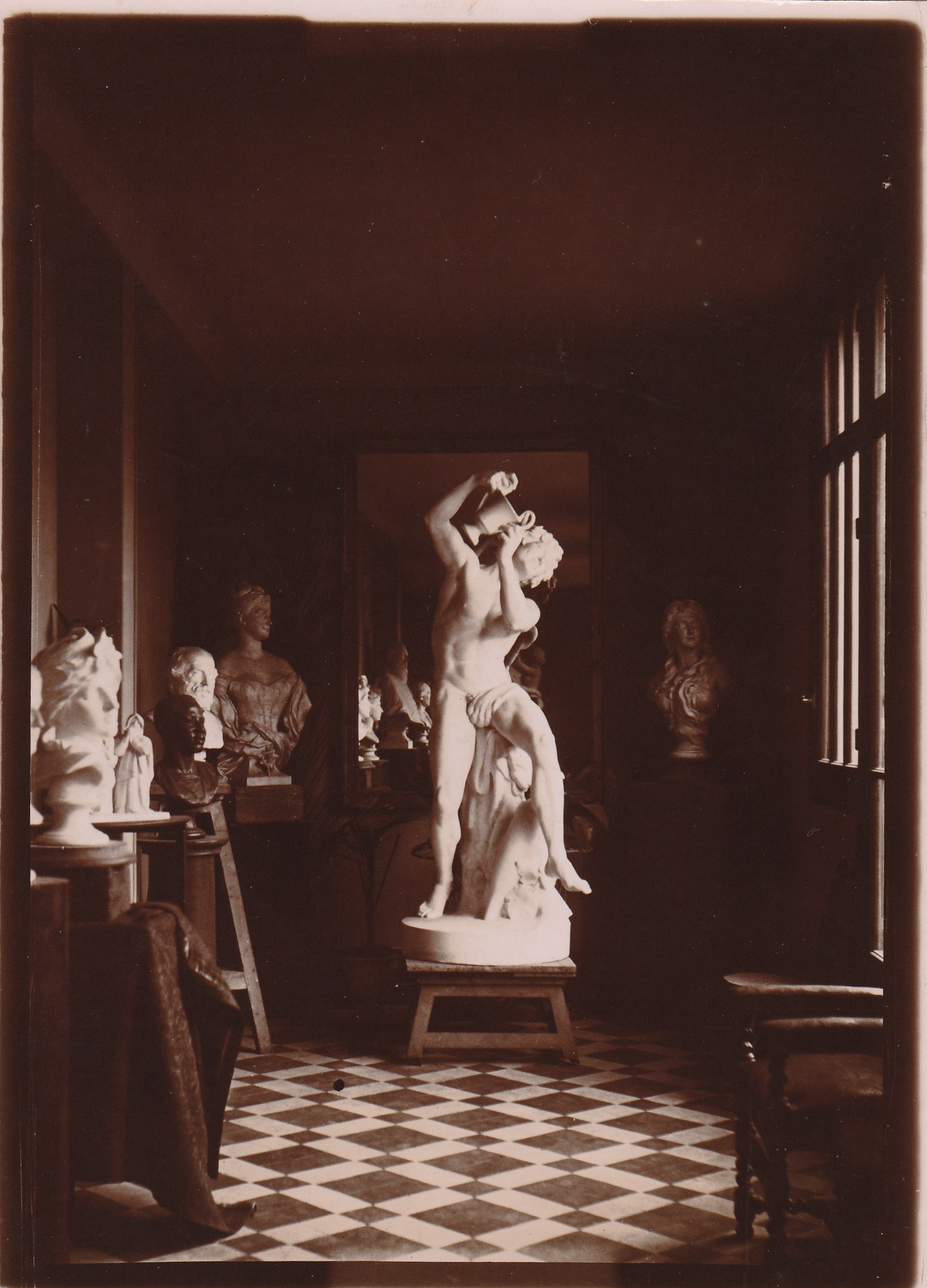
L'atelier du sculpteur Gustave Crauk était situé au 5 avenue Amélie (actuelle avenue du 11-Novembre-1918).
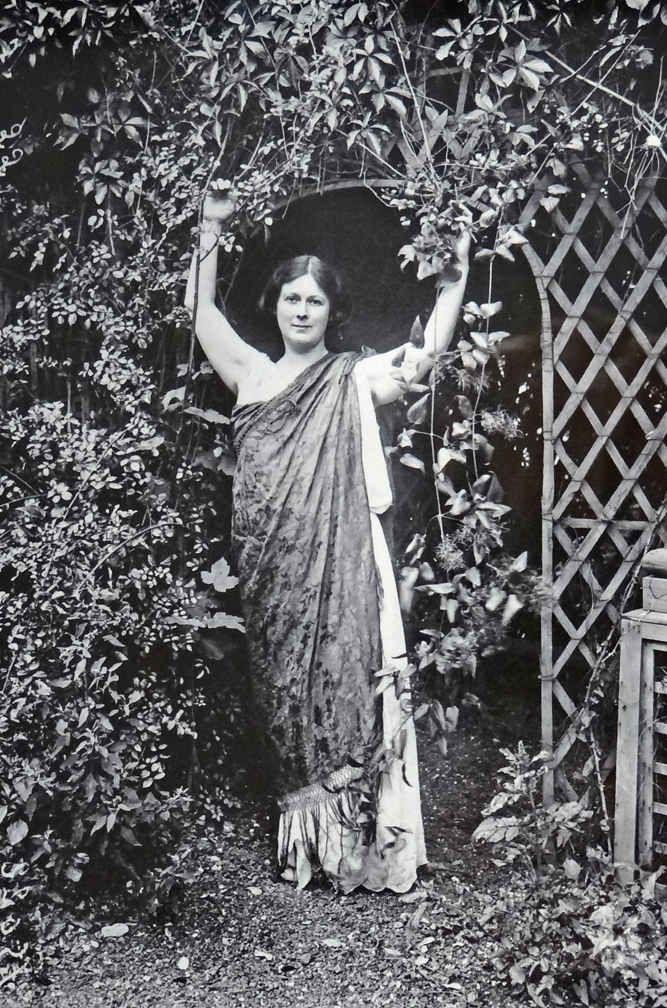
Isadora Duncan à Bellevue.
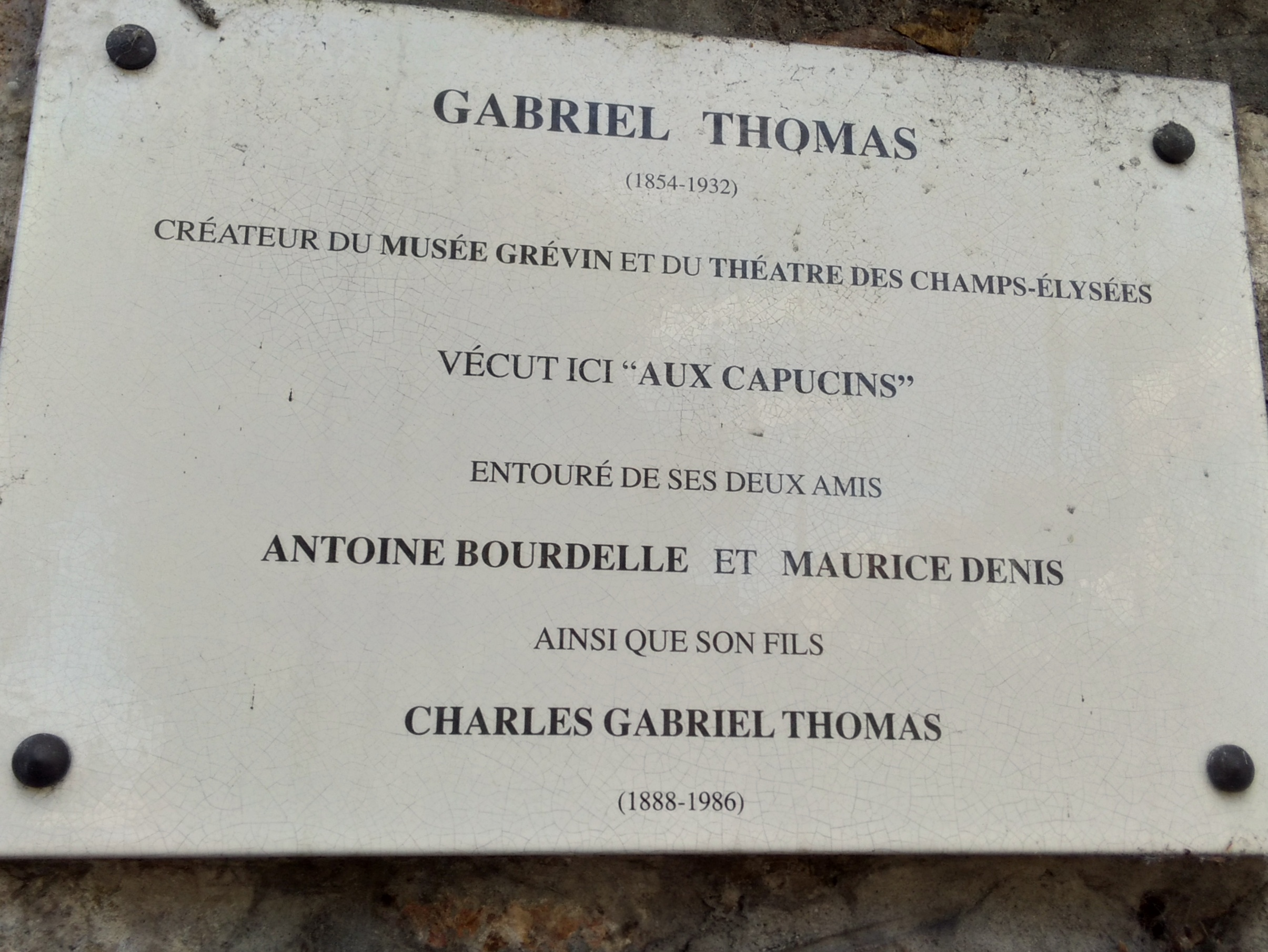
Plaque devant la maison de Gabriel Thomas.